# Capo di stato maggiore generale delle Forze armate russe
Il capo di stato maggiore generale delle Forze armate russe (in russo: Начальник Генерального штаба Вооружённых Сил Российской Федерации) è il responsabile militare supremo delle forze armate della Federazione Russa.
L'incarico di capo di stato maggiore generale venne creato fin dal periodo dell'Impero zarista e venne mantenuto anche nell'Unione Sovietica, dove assunse la denominazione di capo di stato maggiore generale delle Forze armate sovietiche. Il capo di stato maggiore attualmente in carica è il generale d'armata Valerij Vasil'evič Gerasimov.

## Nomina
Egli è nominato nell'incarico dal presidente che è costituzionalmente il comandante supremo delle Forze armate. Il capo di stato maggiore esercita il suo ruolo tecnico di coordinamento militare, a disposizione del presidente coadiuvato dal ministro della difesa della Federazione russa.

## Funzioni
Il capo di stato maggiore generale assume contemporaneamente alla sua carica anche il mandato di primo vice-ministro della difesa della Federazione russa ed esercita una serie di funzioni che sono dettagliatamente illustrate nelle leggi federali costituzionali e in altri atti giuridici normativi della Federazione:
- Gestione operativa dell'apparato militare combinato
- Applicazione delle disposizioni organizzative e amministrative delle singole forze armate in tempo di pace
- Applicazione delle norme organizzative e operative in tempo di guerra
- Coordinamento delle attività esecutive delle strutture federali competenti per la gestione delle formazioni militari; attuazione dei programmi di sviluppo e ampliamento dei reparti organici
- Controllo dei programmi di mobilitazione e prontezza operativa delle Forze armate, al fine di valutare costantemente lo stato di preparazione al combattimento delle formazioni militari
- Consulenza tecnica su questioni militari in occasione di trattative internazionali della Federazione russa
- Applicazione dei regolamenti in materia di articolazione dei compiti di comando all'interno della struttura dello Stato maggiore generale
- Cooperazione con il Ministro della difesa della Federazione russa per la presentazione agli organi politici superiori di proposte che coinvolgano le strutture militari

## Elenco dei capi di Stato maggiore generale delle Forze armate russe
| # | Nome                         | Immagine | Nascita–Morte | Grado                                 | Inizio mandato   | Fine mandato     | Note                     |
| 1 | Viktor Petrovič Dubynin      |          | 1943–1992     | generale d'armata                     | 10 giugno 1992   | 22 novembre 1992 | Morto durante il mandato |
| 2 | Michail Petrovič Kolesnikov  |          | 1939–2007     | generale d'armata                     | 22 novembre 1992 | 18 ottobre 1996  |                          |
| 3 | Viktor Nikolaevič Samsonov   |          | 1941–         | generale d'armata                     | 18 ottobre 1996  | 22 maggio 1997   |                          |
| 4 | Anatolij Vasil'evič Kvašnin  |          | 1946–2022     | colonnello generale generale d'armata | 22 maggio 1997   | 19 luglio 2004   |                          |
| 5 | Jurij Nikolaevič Baluevskij  |          | 1947–         | generale d'armata                     | 19 luglio 2004   | 3 giugno 2008    |                          |
| 6 | Nikolaj Egorovič Makarov     |          | 1949–         | generale d'armata                     | 3 giugno 2008    | 9 novembre 2012  |                          |
| 7 | Valerij Vasil'evič Gerasimov |          | 1955–         | colonnello generale generale d'armata | 9 novembre 2012  | In carica        |                          |